# Таксиархес
Таксиархес (грч. Ταξιάρχες) је насељено место у општини Драма у периферији Источна Македонија и Тракија, Грчка. Према попису из 2021. године било је 107 становника.
Према бугарском географу и историчару, Василу Канчову, у Таксиархесу је 1900. године живео 241 Турчин. Године 1923. турско становништво је принудно исељено у Турску а на њихово место су насељене 42 грчке избегличке породице, којих је на попису из 1928. године било 122. Село се раније звало Шипша или Шипса.